# Władysław Cywiński

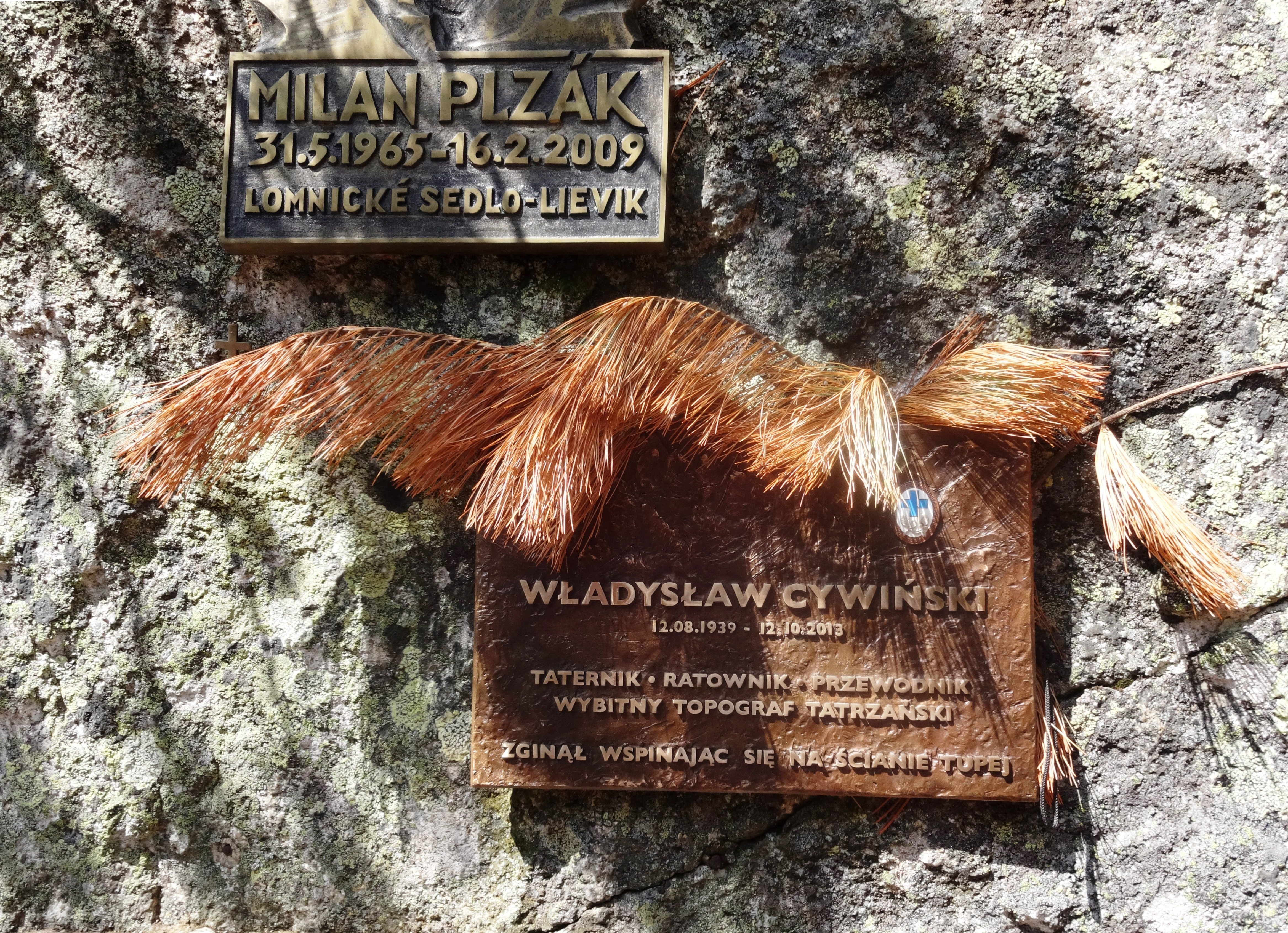
Tablica poświęcona Władysławowi Cywińskiemu na Tatrzańskim Cmentarzu Symbolicznym

Władysław Cywiński (ur. 12 sierpnia 1939 w Wilnie, zm. 12 października 2013 w Dolinie Złomisk) – polski taternik, przewodnik tatrzański, alpinista, inżynier elektronik. Uważany za jednego z największych współczesnych znawców topografii Tatr.
Pierwsze siedem lat życia spędził w rodzinnym Wilnie, potem jego rodzina przeniosła się do Olsztyna. Studiował na Politechnice Gdańskiej, uzyskując tytuł magistra inżyniera w 1963 r. Przez pewien czas zajmował się naprawą radioodbiorników i telewizorów w okolicach Zakopanego. W latach 1967–1982 pracował w Stacji Linii Radiowej na Luboniu Wielkim. Od roku 1983 do emerytury był ratownikiem zawodowym, najpierw Grupy Tatrzańskiej GOPR, potem TOPR-u.
Pierwszy kontakt z górami miał w roku 1958 na Babiej Górze. Przygodę z taternictwem rozpoczął w roku 1959, kiedy wziął udział w kursie taternickim w „Betlejemce”. Pierwszą drogą wspinaczkową, jaką pokonał ze swoją ówczesną instruktorką, Krystyną Sałygą-Dąbkowską, było środkowe żebro Skrajnego Granata. Dzięki zatrudnieniu w Stacji Linii Radiowej na Luboniu Wielkim (tydzień całodobowych dyżurów, a potem dwa tygodnie wolne), mógł intensywnie eksplorować Tatry. W 1967 r., gdy zaczął pracę w GOPR-ze, uzyskał również uprawnienia przewodnika tatrzańskiego III klasy (II klasy w 1969, I klasy w 1970). W 1972 r. został instruktorem przewodnictwa tatrzańskiego. W latach 1994–2013 napisał i wydał 19 tomów szczegółowego przewodnika po Tatrach. Był również autorem książki autobiograficznej „Góral z Wilna. Tatry, seks, polityka”, opublikowanej w 2002 przez Wydawnictwo Górskie, które wydało także jego przewodniki.
W 1975 r. dokonał samotnego przejścia Grani Głównej Tatr w trzy i pół dnia, co uważał za swoje największe osiągnięcie. Zdobył wszystkie nazwane szczyty i turniczki w Tatrach, jest też autorem wielu nazw mało wybitnych elementów krajobrazu tatrzańskiego.
Jako ratownik TOPR brał udział w ponad trzystu wyprawach ratowniczych.
W roku 1981 był przewodnikiem organizowanych przez ROPCiO, grup przemycających przez Tatry bibułę oraz literaturę religijną dla podziemnego Kościoła na Słowacji.
24 października 2009 za wybitne zasługi dla rozwoju ratownictwa górskiego, za wykazaną odwagę i poświęcenie w ratowaniu zdrowia i życia ludzkiego, za działalność w Tatrzańskim Ochotniczym Pogotowiu Ratunkowym został odznaczony Krzyżem Komandorskim Orderu Odrodzenia Polski.
12 października 2013 roku Władysław Cywiński zginął podczas wspinaczki na północno-zachodniej ścianie Tępej w Dolinie Złomisk, w słowackiej części Tatr Wysokich. 3 lipca 2014 r. tablicę poświęconą jego pamięci umieszczono na Tatrzańskim Cmentarzu Symbolicznym pod Osterwą.

## Wybrane publikacje
Tatry. Przewodnik szczegółowy:
- I – Giewont
- II – Czerwone Wierchy – część wschodnia
- III – Czerwone Wierchy – część zachodnia
- IV – Tatry Bielskie – część zachodnia
- V – Tatry Bielskie – część wschodnia
- VI – Młynarz
- VII – Grań Żabiego
- VIII – Cubryna
- IX – Rysy
- X – Mięguszowieckie Szczyty
- XI – Szpiglasowy Wierch
- XII – Wołowy Grzbiet
- XIII – Kasprowy Wierch
- XIV – Grań Hrubego
- XV – Grań Baszt
- XVI – Ganek
- XVII – Rumanowy, Żłobisty
- XVIII – Granaty
- XIX – Główna Grań Tatr (wydana pośmiertnie)